# Anne Babette von Belderbusch

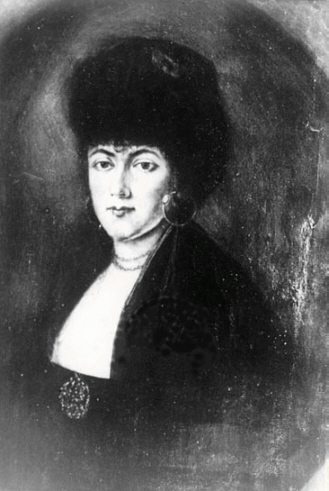
Babette Koch, anonymes Porträt, wohl Ende des 18. Jh.

Anna Barbara von Belderbusch, geborene Koch (* 28. Juni 1771 in Bonn; † 25. November 1807 ebenda) war eine Jugendfreundin Ludwig van Beethovens und Ehefrau von Anton Maria Karl von Belderbusch.

## Leben
Anna Barbara Koch, genannt Babette, stammte aus der Wirtsfamilie des Gasthauses Zehrgarten am  Marktplatz von Bonn, der auch eine kleine Buchhandlung und eine Porzellanhandlung gehörte. Viele Gäste waren Studenten der Bonner Universität sowie Mitglieder der Bonner Lesegesellschaft, unter anderem Ludwig van Beethoven, mit dem sie freundschaftlich verkehrte. Babette Koch heiratete am 9. Juni 1802 den Grafen Anton Maria Karl von Belderbusch und lebte mit ihm auf Schloss Miel. Sie verstarb 1807 nach der Geburt ihres vierten Kindes. 

## Ehrungen
In Bonn ist der Babette-Koch-Weg nach ihr benannt; er liegt hinter dem Max-Planck-Institut für Radioastronomie.